# 10950 Albertjansen
10950 Albertjansen è un asteroide della fascia principale. Scoperto nel 1960, presenta un'orbita caratterizzata da un semiasse maggiore pari a 3,2339884 UA e da un'eccentricità di 0,1208011, inclinata di 7,98665° rispetto all'eclittica.